# Palolo esbelta
Palolo esbelta är en ringmaskart som beskrevs av Morgado och Ayrton Amaral 1981. Palolo esbelta ingår i släktet Palolo och familjen Eunicidae. Inga underarter finns listade i Catalogue of Life.